# The Ruin
The Ruin is een kort Oudengels gedicht uit de 8e of 9e eeuw. Het werk is anoniem en geschreven in de destijds gebruikelijke allitererende verzen. Het is bewaard gebleven in het laat-10e-eeuwse Exeter Book. Het gedicht telt 35 regels, maar is door beschadiging niet geheel compleet.
The Ruin ademt een melancholieke sfeer. Het beschrijft het verval van een eens trots gebouw of een stad, mogelijk van Romeinse makelij. De vermelding in het gedicht van baden doet vermoeden dat het gaat om de oude stad Bath, hoewel een duidelijke identificatie niet mogelijk is.